# Alice Neel
Pour les articles homonymes, voir Neel.
Alice Neel, née à Merion Square, à Gladwyne (en) (Pennsylvanie) le 28 janvier 1900 et morte à New York le 13 octobre 1984, est une peintre figurative américaine, féministe et libertaire.
Elle s'intéresse particulièrement aux personnes en marge de la société américaine  en raison de leur genre, orientation sexuelle, origines ou classe sociale.

## Biographie
Alice Neel est née le 28 janvier 1900 à Merion Square, en Pennsylvanie, de George Washington Neel, un comptable travaillant pour le chemin de fer de Pennsylvanie, et d’Alice Concross Hartley Neel. Elle est la quatrième d’une fratrie de cinq enfants, avec trois frères et une sœur. Son frère aîné, Hartley, meurt de diphtérie peu après sa naissance. Il n'a que huit ans. Sa mère lui aurait dit : « Je ne sais pas ce que tu comptes faire dans le monde, tu n’es qu'une fille ».
En 1918, après ses études secondaires, elle passe un examen de la fonction publique et obtient un poste de secrétaire. Après trois années de travail, elle étudie l'art de 1921 à 1925 à la Philadelphia School of Design for Women.
Dans ses œuvres étudiantes, elle rejette l'impressionnisme, le style populaire à l'époque, et s’intéresse à l'Ash Can School, au style réalisme. Il est possible d’y voir l’influence d'une des figures majeures de l'Ash Can School, Robert Henri, qui enseigne également à l'école de Philadelphie. En 1924, elle rencontre un peintre cubain nommé Carlos Enríquez Gómez.
Ils se marient et s’installent à La Havane. Ils vivent confortablement dans la demeure des parents de Carlos Enríquez Gómez. Elle rencontre sur l'île l'avant-garde cubaine naissante, jeunes écrivains, artistes et musiciens. En mars 1927, elle expose avec Carlos Enríquez Gómez au 12e Salon des Bellas Artes. Le 26 décembre 1926, elle donne naissance à La Havane, à Santillana, qui meurt en bas âge.
En 1927, le couple s'installe à New York. Le traumatisme causé par la mort de Santillana imprègne le contenu de ses peintures. Le 24 novembre 1928, Alice Neel donne naissance à Isabella Lillian (appelée Isabetta) à New York. Au printemps 1930, son mari la quitte, retourne vivre à Cuba, emmenant leur fille Isabetta dont il confie l'éducation à ses sœurs.
Alice Neel sombre dans la dépression. Elle est hospitalisée et tente de se suicider. En 1931, désargentée et dans une situation difficile elle retourne vivre chez ses parents, à Colwyn. Elle travaille au studio d'Ethel Ashton (1896-1975) et de Rhoda Meyers, deux amies rencontrées à la Philadelphia School of Design for Women. Elle fait le portrait de chacune d'entre elles. Ces portraits sont empreints d'expressionnisme. Elle questionne les stéréotypes des femmes. Les corps sont déformés, distordus. Ils ne sont pas faits pour plaire. Ils provoquent chez le spectateur anxiété, crainte et malaise. Le portrait d'Ethel Ashton peint en 1930 est conservé au Tate Modern Museum, à Londres. Alice Neel dit à ce propos : « Je peux vous assurer qu'il n'y avait personne au pays qui faisait des nus comme ça. Et aussi, c'est génial pour le mouvement de Libération des femmes. Elle s'excuse presque de vivre. ».
Alice Neel retourne s’installer à New York, à Greenwich Village. Elle peint des scènes urbaines pour la Work Projects Administration. Elle commence à se faire connaître comme artiste. C'est à cette époque qu'elle côtoie des sympathisants du Parti communiste.
En 1938, elle s'installe à Spanish Harlem. Elle fait le portrait de personnes portoricaines. Ses peintures reflètent ses engagements et mettent en question le rôle traditionnel des femmes, qu’elle fait sortir des « sphères de la féminité », en rupture avec le regard habituel des artistes masculins.
Elle se lie avec le cinéaste, photographe et critique communiste Sam Brody (en). Son deuxième fils, Hartley, naît de cette union en 1941. Pendant les années 1940, elle réalise des illustrations pour une publication communiste, Masses & Mainstream, tout en continuant à peindre. En 1943, la Work Projects Administration cesse de lui confier des travaux, ce qui la met dans une situation difficile. Elle en vient à voler à l’étalage.
Dans les années 1950, son amitié avec l’acteur Mike Gold et son admiration pour son travail lui valent un spectacle au New Playwrights Theatre d'inspiration communiste. En 1959, elle fait une apparition avec le jeune Allen Ginsberg dans un film beatnik, Pull My Daisy, de Robert Frank. L'année suivante, son travail est présenté dans le magazine ARTnews.
En 1962, elle s’installe dans l’Upper West Side. Elle réalise des portraits d’artistes, de galeristes et de commissaires d’exposition. En 1970, le Time Magazine demande à Alice Neel de faire le portrait de Kate Millet, pour illustrer le mouvement féministe. Kate Millet qui vient de publier Sexual Politics, refuse de poser car pour elle, personne ne peut incarner le mouvement féministe naissant. Alice Neel réalise le portrait à partir d'une photo.
Par la suite, Alice Neel puise son inspiration dans le cercle familial ou en observant les femmes et les enfants. Elle peint des femmes enceintes, des femmes victimes de violences conjugales sans sentimentalisme et toujours dans une approche intersectionnelle. Alice Neel est une icône du féminisme militant.
En 1972, elle est incluse dans Some Living American Women Artists, un collage féministe de Mary Beth Edelson. En 1974, le Whitney Museum of American Art lui consacre une rétrospective.
En 1978, dans un entretien avec l'historien de l'art américain Robert Storr, elle se définit comme « une humaniste anarchiste »,. C'est pendant ces années qu'elle réalise Autoportrait, un autoportrait nu.
Elle meurt le 14 octobre 1984 dans son appartement de New York, d’un cancer du colon.
En 2005, Jenny Holzer découvre que le FBI surveillait Alice Neel, information qu'elle va utiliser dans une de ses œuvres.
En octobre 2022, le centre Pompidou présente une rétrospective mettant en avant ses toiles militantes en lien avec la lutte des classes, le féminisme et la question des genres,.

## Œuvre
Les peintures d'Alice Neel sont remarquables pour leur utilisation expressionniste de la ligne et de la couleur, la perspicacité psychologique et l'intensité émotionnelle. Elle a été appelée « une des plus grandes portraitistes du XXe siècle » par Barry Walker, conservatrice d'art moderne et contemporain au musée des beaux-arts de Houston, organisatrice d'une rétrospective de l'artiste en 2010.
Les portraits d'Alice Neel portent une dimension psychologique importante. Alice Neel croise la cause des femmes, la question des origines et de la classe sociale.

## Rétrospectives en France
- Alice Neel : Peintre de la vie moderne, Fondation Vincent van Gogh, Arles, 2017[21]

- Alice Neel. Un regard engagé, Centre Pompidou, Paris, initialement prévue en 2020 reportée en 2022[22]

## Filmographie
- 1959 : Pull My Daisy : la mère de l'évêque
- 1981 : A Coupla White Faggots Sitting Around Talking (vidéo)
- 1987 : Chasing the Dragon
- 2008 : The Feature

### Entretien
- (en) Alice Neel, entrevue par Helen Molesworth, Recording Artists: Alice Neel Viva la Mujer, Getty Museum, podcast,2019 (consulté le 3 juin 2020).